# Klášter Whitby
Klášter Whitby je zřícenina křesťanského kláštera, jež vznikl roku 657 na severu Anglie, v Severním Yorkshiru, u městečka Whitby. Šlo o významné duchovní centrum raně středověkého království Northumbrie. Zakladatelkou kláštera byla Hilda z Whitby. Vyvrátili ho dánští Vikingové roku 867, ale byl nadvakráte obnoven benediktíny (1077, 1109). Definitivně zanikl v roce 1539, během rušení anglických klášterů, kdy se anglický král Jindřich VIII. rozhodl zabavit klášterní majetek, v rámci probíhajícího procesu anglické reformace. Ještě v roce 1711 byla budova shledána v zásadě neporušenou, v současnosti jsou z ní však již jen ruiny. Stojící zdivo pochází především z gotických stavebních úprav ze 13. století. Ruiny se staly velmi oblíbenými mezi romantiky 19. století, Brama Stokera prý inspirovaly k sepsání svého románu o upírovi Drákulovi.
Byl také domovem staroanglického básníka Cædmona.